# Jan Filip

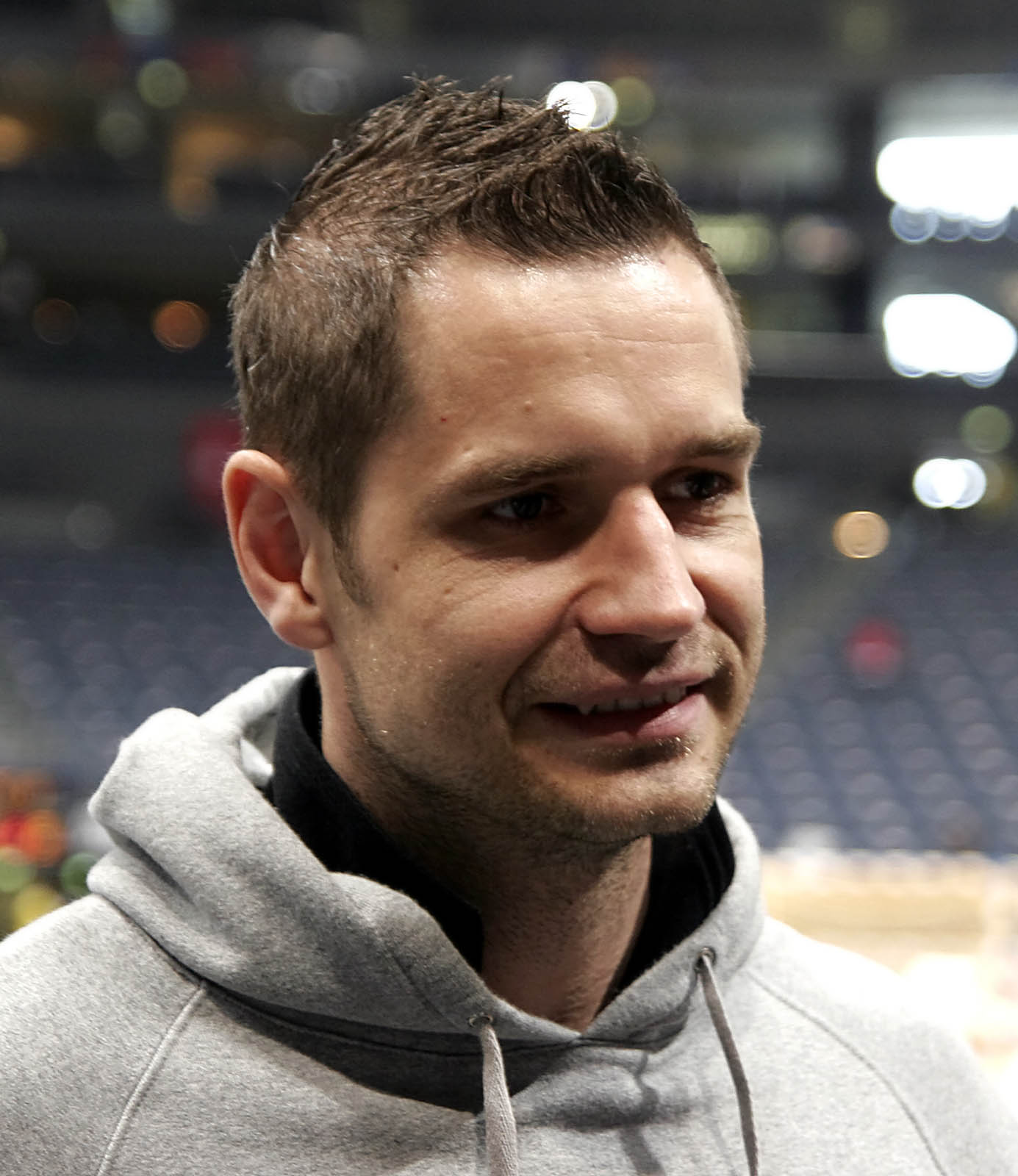
Jan Filip, 2007.

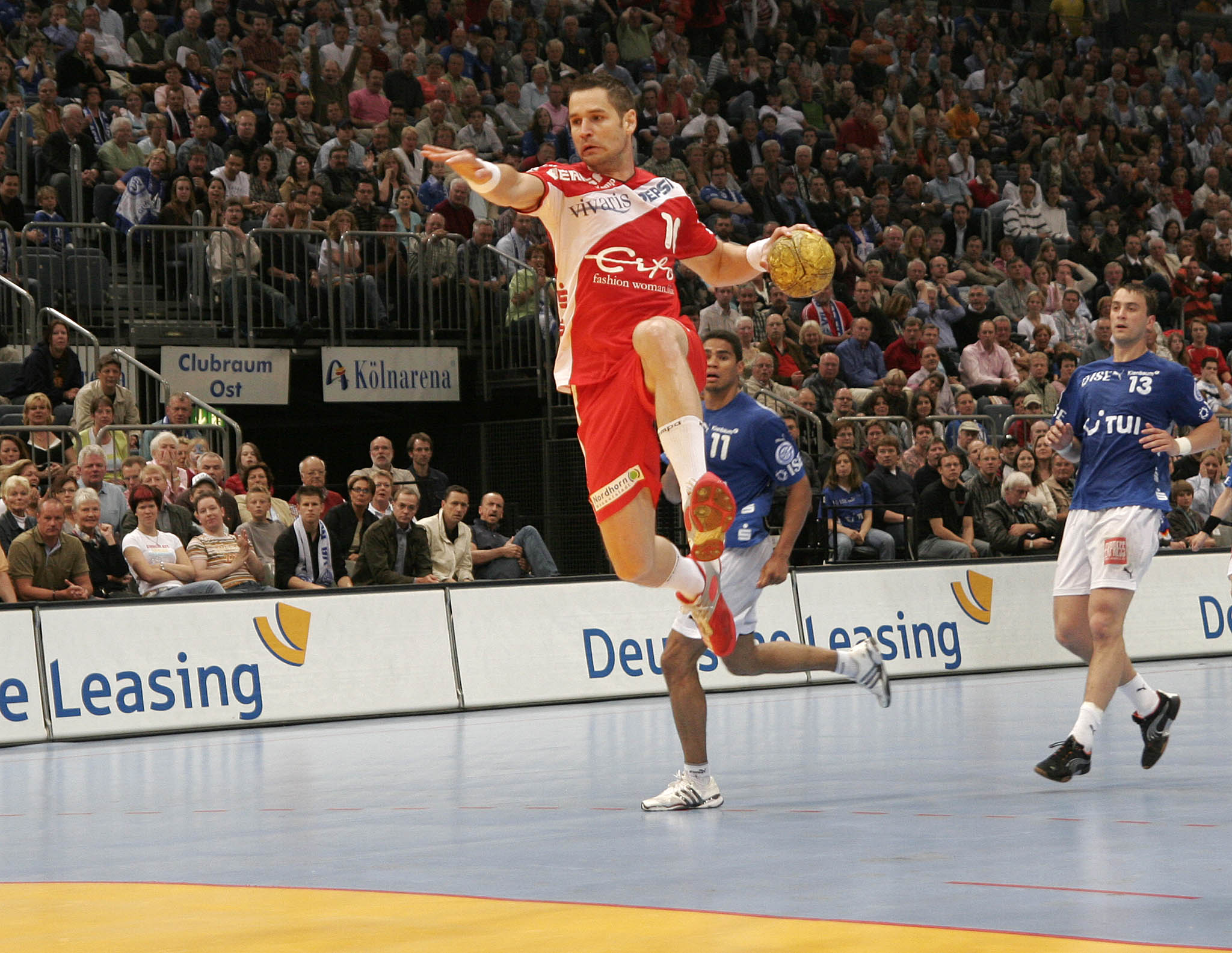
Jan Filip med HSG Nordhorn, 2007.

Jan Filip, född 14 juni 1973 i Prag, är en tjeckisk handbollstränare och tidigare handbollsspelare (högersexa). Han spelade 200 landskamper och gjorde 991 mål för Tjeckiens landslag. Från 2014 till 2021 var delade han tillsammans med Daniel Kubeš uppdraget som förbundskapten för Tjeckiens herrlandslag.

## Klubbar
- HC Dukla Prag (1985–1997)
- HSG Düsseldorf (1997–1998)
- Dukla Prag (1998–1999)
- Pallamano Conversano (1999–2000)
- HSG Nordhorn (2000–2008)
- Rhein-Neckar Löwen (2008–2009)
- Kadetten Schaffhausen (2009–2011)
- TSV St. Otmar St. Gallen (2011–2015)